# Івченко Василь Васильович
Васи́ль Васи́льович І́вченко (нар. 9 січня 1996 — 28 серпня 2016) — солдат Збройних сил України, учасник російсько-української війни.

## Життєпис
Народився 1996 року в селі Папужинці (Тальнівський район, Черкаська область). Грав у аматорській папужинській футбольній команді «Славутич». Після папужинської школи навчався в Тальянківському агротехнічному коледжі Уманського національного університету садівництва, 2015 року здобув спеціальність «агроном».
Підписав контракт на військову службу в березні 2016 року, проходив підготовку в Навчальному центрі «Десна». Василя хотіли залишити інструктором, але він вирішив їхати на передову. Солдат, командир ЗУ-23, 54-та окрема механізована бригада. 30 серпня 2016-го мав іти у відпустку, а по тому — поїхати до Німеччини на військові навчання сержантів.
28 серпня 2016 року загинув від осколкових поранень під час мінометного обстрілу терористами опорного пункту поблизу Луганського.
31 серпня 2016-го похований в селі Папужинці; у останню дорогу проводжали сотні людей.
Без Василя лишилися мама Ірина Леонідівна, дружина, вітчим, дядько (також воював на фронті).

## Нагороди та вшанування
- указом Президента України № 522/2018 від 25 листопада 2016 року «за особисту мужність і високий професіоналізм, виявлені у захисті державного суверенітету та територіальної цілісності України, вірність військовій присязі» — нагороджений орденом «За мужність» III ступеня (посмертно)[1]
- присвоєно звання «Почесний громадянин Тальнівщини» (згідно рішення сесії Тальнівської районної ради, посмертно).
- відкрито стенд пам'яті в Тальянківському агротехнічному коледжі
- на одній з позицій на Світлодарській дузі зроблено маленький меморіал побратимами — саморобна пам'ятна дошка на ящиках з-під снарядів
- у Папужинцецькій школі відкрито та освячено меморіальну дошку Василю Івченку.